# Кольо Коларов
Никола (Кольо) Михов Коларов е български офицер, генерал-лейтенант от Държавна сигурност.

## Биография
Роден е на 1 октомври 1924 г. в бургаското село Подвис. През 1952 г. постъпва в Оперативно-техническото поделение на Държавна сигурност. През 1971 г. става началник на поделението до 1985 г. В периода 1978 – 1990 г. е заместник-министър на вътрешните работи. От 1985 до 1989 г. отговаря за управление ОТУ-ДС, ТИЛ-МВР и Централното управление за пожарна охрана на МВР в качеството си на заместник-министър на МВР. Член е на Централната контролно-ревизионна комисия на БКП от април 1981 г. Носител е на орден „Народна република България“ – I степен за участие във Възродителния процес. Умира през 2007 г.